# Franz Köhler (Gauamtsleiter)
Franz Köhler († nach 1936) war ein deutscher Parteifunktionär (NSDAP), der Gauamtsleiter der Nationalsozialistischen Handwerks-, Handels- und Gewerbeorganisationen (NS-HAGO) im Gau Sachsen war.

## Leben
Er zeigte sich aufgeschlossen gegenüber nationalsozialistischen Ideen, trat vor 1932 der NSDAP bei und nahm am Versammlungen der 1931 gegründeten „Kampfgemeinschaft gegen Warenhaus und Konsumverein“ teil, deren Leitung er spätestens 1932 übernahm. Im Dezember 1932 rief er gemeinsam mit dem sächsischen NSDAP-Gauleiter Martin Mutschmann öffentlich dazu auf, Ermittlungen über die Verhältnisse bei den Konsumgenossenschaften (darunter vor allem den Konsum-Vereinen) anzustellen.
Am 11./12. Juni 1933 gehörte Franz Köhler zu den Mitorganisatoren einer Kundgebung des Kampfbundes des gewerblichen Mittelstandes in Stadt Wehlen mit ca. 3000 Teilnehmern.
Ende März 1934 leitete die von ihm geleitete NS-HAGO eine neue Propagandaaktion mit Beginn der sogenannten Arbeitsschlacht ein und rief zu einem Frühjahrsboykott jüdischer Geschäfte auf. Als Ausgangspunkt wurde am 21. März 1934 eine Großkundgebung der NS-HAGO auf der Ilgenkampfbahn in Dresden genutzt, auf der Franz Köhler sprach.
1935 wurde er in den sächsischen Ehrenausschuss für den Reichsberufswettkampf und in den Ehrenausschuss für Hitler-Jugend-Sommerlager aufgenommen.
Mit der Eingliederung der NS-HAGO in die Deutsche Arbeitsfront (DAF) 1935 trat Franz Köhler in den Hintergrund.